# Moctar Fall
Moctar Fall (Ziguinchor, 29 gennaio 1989) è un calciatore senegalese, centrocampista svincolato.

## Carriera
Il 29 agosto 2014 viene acquistato a titolo definitivo dalla squadra albanese del Teuta.

## Statistiche

### Presenze e reti nei club
Statistiche aggiornate al 5 luglio 2021.
| Stagione                | Squadra                 | Campionato              | Campionato | Campionato | Coppe nazionali | Coppe nazionali | Coppe nazionali | Coppe continentali | Coppe continentali | Coppe continentali | Altre coppe | Altre coppe | Altre coppe | Totale | Totale |
| Stagione                | Squadra                 | Comp                    | Pres       | Reti       | Comp            | Pres            | Reti            | Comp               | Pres               | Reti               | Comp        | Pres        | Reti        | Pres   | Reti   |
| ----------------------- | ----------------------- | ----------------------- | ---------- | ---------- | --------------- | --------------- | --------------- | ------------------ | ------------------ | ------------------ | ----------- | ----------- | ----------- | ------ | ------ |
| 2014-gen. 2015          | Teuta                   | KS                      | 4          | 0          | CA              | 3               | 1               |                    | -                  | -                  |             | -           | -           | 7      | 1      |
| 2015-2016               | Espérance Zarzis        | CLP-1                   | 30         | 0          |                 | -               | -               |                    | -                  | -                  |             | -           | -           | 30     | 0      |
| 2016-2017               | Espérance Zarzis        | CLP-1                   | 27         | 0          |                 | -               | -               |                    | -                  | -                  |             | -           | -           | 27     | 0      |
| 2017-2018               | Espérance Zarzis        | CLP-1                   | 13         | 1          |                 | -               | -               |                    | -                  | -                  |             | -           | -           | 13     | 1      |
| Totale Espérance Zarzis | Totale Espérance Zarzis | Totale Espérance Zarzis | 70         | 1          |                 | -               | -               |                    | -                  | -                  |             | -           | -           | 70     | 1      |
| Totale carriera         | Totale carriera         | Totale carriera         | 74         | 1          |                 | 3               | 1               |                    | -                  | -                  |             | -           | -           | 77     | 2      |

## Palmarès

### Club

#### Competizioni nazionali
- Campionato senegalese: 1

Diambars: 2013